# Evkaliptusovo olje
Evkaliptusovo olje je generično ime za destilirano olje iz listov rastlin rodu Eucalyptus, ki se uvršča v družino Myrtaceae (mirtovke). Rastejo predvsem v Avstraliji, vendar jih pridelujejo po vsem svetu. Evkaliptusovo olje se uporablja na različnih področjih kot zdravilo, antiseptik, repelent, začimba in dišava, pomembno pa je tudi v industriji. Iz listov izbranih vrst evkaliptusa pridobivamo evkaliptusovo olje z destilacijo z vodno paro.

## Tipi in proizvodnja
Na trgu je evkaliptusovo olje razvrščeno v tri tipe glede na sestavo in končno uporabo: medicinski, parfumerijski in industrijski tip. Najbolj razširjeno je evkaliptusovo olje, ki ima več kot 70% cineola. Cineol je brezbarvna tekočina (ki porumeni s staranjem), s prodirajočim, kafričnim, lesno-sladkim vonjem.
Ljudska republika Kitajska proizvede približno 70% olja na svetovnem trgu, vendar ga večina izhaja iz frakcij kafrinega olja, torej to ni pravo evkaliptusovo olje. Pomembne proizvajalke pravega evkaliptusovega olja so Južnoafriška republika, Portugalska, Španija, Brazilija, Avstralija, Čile in Svazija.
V svetovni proizvodnji dominira Eucalyptus globulus, čeprav imata Eucalyptus kochii in Eucalyptus polybractea največjo vsebnost cineola (80-95%). Po Britanski farmakopeji mora eterično olje vsebovati najmanj 70% cineola. Lahko pa pridobimo eterično olje tudi iz drugih vrst evkaliptusa z nižjo vsebnostjo cineola, vendar moramo z destilacijo z vodno paro in čiščenjem doseči zahtevano vsebnost le-tega. Svetovna letna proizvodnja evkaliptusovega olja znaša 3000 ton.
Rastline iz rodu Eucalyptus proizvajajo tudi olja, ki ne vsebujejo cineola, pač pa vsebujejo piperiton, felandren, citral, metilcinamat in geranilacetat.

## Uporaba

### Zdravilo in antiseptik
Eterično olje s cineolom se uporablja kot sestavina farmacevtskih pripravkov za lajšanje simptomov gripe in prehlada, v dražejih za lajšanje kašlja, v pastilah, mazilih in inhalantih. Evkaliptusovo olje deluje protimikrobno v respiratornem traktu. Inhaliranje hlapov eteričnega olja deluje kot dekongestiv pri zdravljenju bronhitisa. Cineol deluje na protivnetne citokine in tako regulira hipersekrecijo sluzi v dihalnih poteh in astmo. Evkaliptusovo olje tudi stimulira imunski sistem z vplivanjem na fagocitirajoče lastnosti makrofagov.
Evkaliptusovo olje deluje tudi protivnetno in analgetično v pripravkih za dermalno uporabo.
Zaradi protimikrobnega delovanja se uporablja tudi v pripravkih za osebno higieno, kot so zobne paste in mila. Lahko se tudi aplicira na rano za preprečevanje infekcije.

### Repelentin biopesticid
Eterična olja z visoko vsebnostjo cineola se lahko uporabljajo kot repelent in biopesticid. Evkaliptusovo olje je po mnenju Astma Fundacije Viktorija tudi učinkovito sredstvo za uničevanje pršic.

### Začimba
Evkaliptusovo olje se uporablja kot začimba. Uporabljajo se eterična olja s cineolom z nizko vsebnostjo (0,002%) v različnih izdelkih, kot je pecivo, slaščice, mesni izdelki in pijače. Eterično olje deluje protimikrobno proti široki paleti patogenih mokroorganizmov, ki se prenašajo s hrano in jo tudi kvarijo.

### Dišava
Evkaliptusovo olje se uporablja kot sestavina v milih, detergentih, losijonih in parfumih, saj jim prida svež in čist vonj.

### Industrija
Reziskave kažejo, da olje z visoko vsebnostjo cineola (5% mešanice) preprečuje ločitev faz v mešanici etanola in bencina. Tudi samo evkaliptusovo olje vsebuje nekaj oktana in se lahko že samo po sebi uporablja kot gorivo. Zaenkrat se olja še ne proizvaja v te namene, saj so stroški proizvodnje previsoki.
Eterično olje s felandrenom in piperitonom se je uporabljalo v rudarstvu za ločitev kovinskih sulfidov s flotacijo.

## Varnost in toksičnost
Če se evkaliptusovo olje s cineolom uporablja peroralno v majnih količinah kot začimba ali v farmacevtskem pripravku v priporočenih odmerkih, je varno za odrasle osebe. Čisto eterično olje je strupeno, je pa seveda odvisno od zaužite količine.
Verjetna letalna doza čistega evkaliptusovega olja za odraslo osebo je od 0,05mL do 0,5mL/kg telesne teže. Zaradi nizke telesne teže so otroci bolj dovzetni za zastrupitve. Huda zastrupitev pri otrocih se je pojavila po zaužitju 4mL do 5mL evkaliptusovega olja.

## Zgodovina
Avstralski Aborigini so iz listov evkaliptusa izdelovali poparke, v katerih je bilo tudi evkaliptusovo olje. Uporabljali so jih kot tradicionalno zdravilo za zdravljenje bolečin, vnetja sinusov, vročine in prehladov.
Kirurga na »First Fleet« Dennis Considen in John White, sta leta 1788 destilirala evkaliptusovo olje iz Eucalyptus piperita, ki je rasel na obalah Port Jacksona. Z njim sta zdravila obsojence in mornarje. Evkaliptusovo olje so nato ekstrahirali zgodnji priseljenci, vendar ga kar nekaj časa niso izvažali.
Viktorijanski botanik Baron Ferdinand von Mueller, je promoviral lastnosti evkaliptusa kot dezinfektanta v »vročinskih soseskah« in tudi vzpodbujal farmacevta iz Melbourna Josepha Bosista, naj razišče tržni potencial eteričnega olja. Bosisto je nato leta 1852 blizu mesta Dandeong v Victoriji ustanovil obrat za destilacijo in ekstrahiral eterično olje s cineolom vrste Eucalyptus radiata ter tako razvil komercialno proizvodnjo evkaliptusovega olja. Ta kemotip je tako postal generično »evkaliptusovo olje«. Še danes obstaja blagovna znamka »Bosistovo evkaliptusovo olje«.
Francoski kemik F.S. Cloez  je identificiral in poimenoval glavno sestavino eteričnega olja iz E. globulus – evkaliptol, ki je bolj znana kot cineol. Leta 1870 se je olje iz E. globulus izvažalo že po vsem svetu in je sčasoma postalo vodilno na trgu. Ostale vrste z večjo vsebnostjo cineola v eteričnem olju so se tudi destilirale, vendar v precej manjšem obsegu. Evkaliptusovo olje so po letu 1880 uporabljali tudi kirurgi kot antiseptik pri operacijah.
Avstralska industrija evkaliptusovega olja je dosegla vrh leta 1940. Nato so po svetu začeli ustanavljati nasade evkaliptusa za proizvodnjo lesa, kjer so kot stranski produkt pridobivali tudi velike količine evkaliptusovega olja. Do leta 1950 so stroški proizvodnje evkaliptusovega olja v Avstraliji tako narasli, da niso mogli več konkurirati cenejšim španskim in portugalskim oljem. Danes prevladujejo predvsem ne-avstralski dobavitelji evkaliptusovega olja, čeprav proizvaja Avstralija zelo kvalitetna eterična olja, predvsem iz E. polybractea.

## Vrste v uporabi
Komercialna eterična olja z visoko vsebnostjo cineola se proizvajajo iz različnih vrst evkaliptusa:
- Eucalyptus cneorifolia
- Eucalyptus dives
- Eucalyptus dumosa
- Eucalyptus globulus
- Eucalyptus goniocalyx
- Eucalyptus horistes
- Eucalyptus kochii
- Eucalyptus leucoxylon
- Eucalyptus oleosa
- Eucalyptus polybractea
- Eucalyptus radiata
- Eucalyptus sideroxylon
- Eucalyptus smithii
- Eucalyptus tereticornis
- Eucalyptus viridis

Vrste, ki ne vsebujejo cineola:
- Eucalyptus dives – vsebuje felandren
- Eucalyptus dives – vsebuje piperiton
- Eucalyptus elata – vsebuje piperiton
- Eucalyptus macarthurii - geranilacetat
- Eucalyptus olida - metilcinamat
- Eucalyptus radiata - felandren
- Eucalyptus staigeriana – citral, limonen